# Звитяга (книжкова серія)
«Звитяга» («Доблесть»)  — міжвидавнича книжкова серія, яка випускалась в Українській РСР упродовж 1983—1990.
У складі серії видавались літературно-художні твори з тематики Великої Вітчизняної війни.
Мовою, якою виходили твори серії, була переважно українська, проте окремі з них були видані російською.
Авторами більшості творів були українські письменники. У серії вийшли також і твори інших радянських письменників (як російською мовою, так і в перекладі на українську).

## Оформлення видань

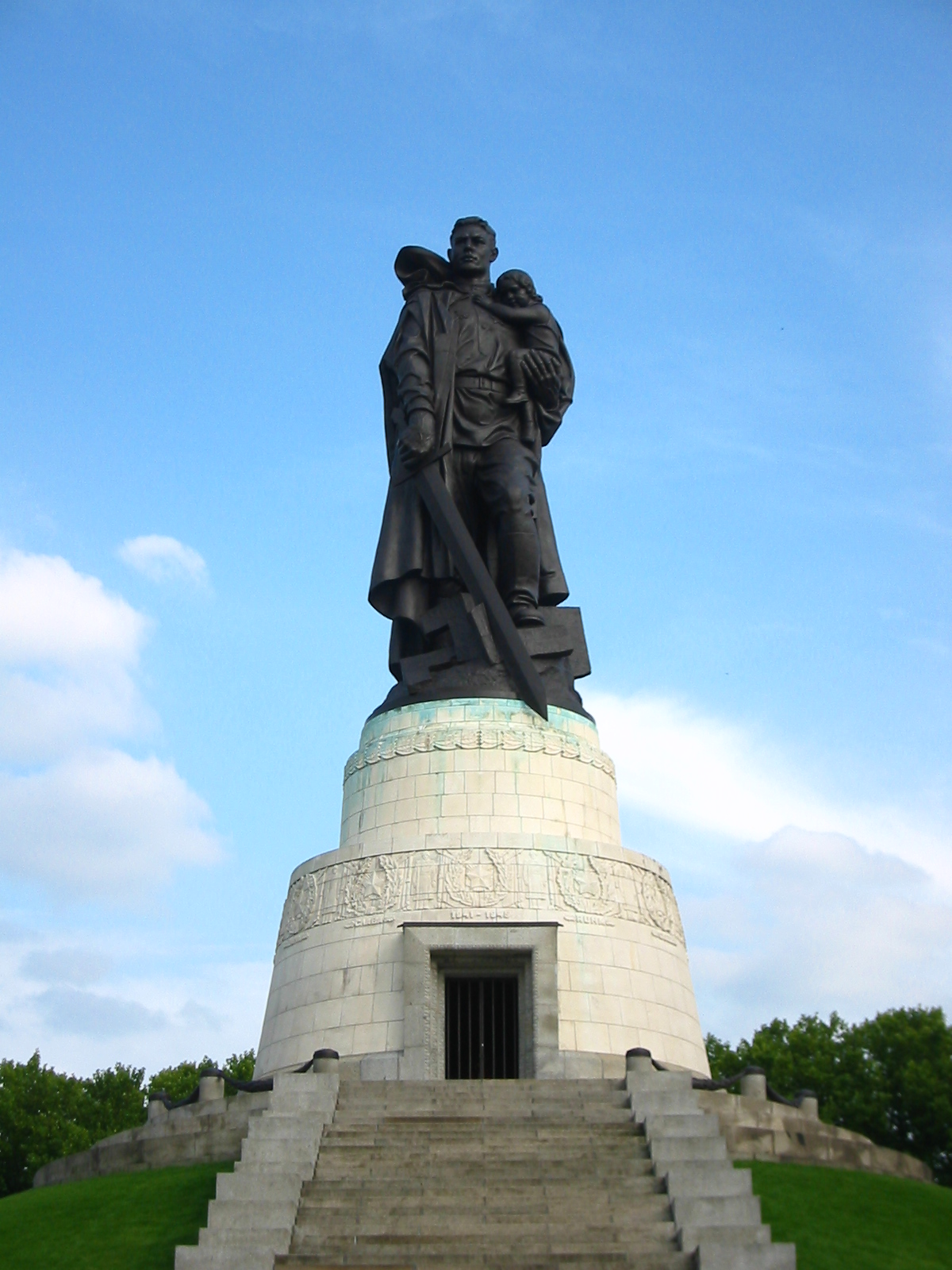
Пам'ятник воїнам Радянської армії в Трептов-парку, використаний у логотипі «Звитяги»

Видання серії виходили під двома назвами (підсеріями) — «Звитяга» (логотип російськомовних видань цієї підсерії містив назву «Доблесть») та власне «Доблесть» (логотип окремих україномовних видань цієї підсерії містив, в свою чергу, назву «Звитяга»), кожна з яких мала власне єдине оформлення.
Палітурки видань випускались в різних кольорах.
Основою логотипу підсерії «Звитяга» став пам'ятник воїнам Радянської армії в Трептов-парку.
Дизайн видань підсерії «Звитяга» розробив С. П. Савицький, а автором художнього оформлення видань підсерії «Доблесть» виступив В. В. Машков.
Видання під обидвома назвами вважались належними до єдиної серії.
Усі книги серії випускались у форматі 84×108/32 (130×200 мм) та мали тверду обкладинку (без суперобкладинки).
|           |
| «Звитяга» |

|            |
| «Доблесть» |

## Видавництва
Найбільше книжок серії випустило київське видавництво «Дніпро».
Книги серії виходили також в інших провідних українських видавництвах:
- «Веселка» (Київ)
- «Таврія» (Сімферополь)
- «Радянський письменник» (Київ)
- «Каменяр» (Львів)
- «Прапор» (Харків)
- «Донбас» (Донецьк)
- «Молодь» (Київ)
- «Промінь» (Дніпропетровськ)
- «Маяк» (Одеса)
- «Карпати» (Ужгород)

## Список видань
Видання серії згруповані за видавництвом, яке їх випускало.
Анотації творів взяті з видань серії.
Всі твори у межах серії були видані українською мовою, крім позначених , які були видані російською.

### Дніпро(Київ)
| №  | Рік  | Підсерія | Автори | Заголовок | Сторінок | Наклад  | ISBN          | Примітки |
| -- | ---- | -------- | --- | --- | -------- | ------- | ------------- | -------- |
| 1  | 1983 | Звитяга  | Мушкетик Ю. М. | Жорстоке милосердя. Міст через ніч | 438      | 65 000  | —             |          |
| 1  | 1983 | Звитяга  | Мушкетик Ю. М. | Події Великої Вітчизняної війни оживають на сторінках роману і повісті українського радянського письменника. Вони проходять крізь життя і свідомість героїв творів — людей мужніх, безстрашних, вольових, благородних і чесних, що здатні подолати будь-які перешкоди на шляху до звільнення Батьківщини, до щастя. |          |         |               |          |
| 2  | 1984 | Звитяга  | Гончар О. Т. | Людина і зброя. Прапороносці | 719      | 115 000 | —             |          |
| 2  | 1984 | Звитяга  | Гончар О. Т. | До книги ввійшли широковідомі твори — роман «Людина і зброя», відзначений Державною премією УРСР імені Т. Г. Шевченка, і трилогія «Прапороносці», за яку автор був удостоєний Державної премії СРСР. |          |         |               |          |
| 3  | 1984 | Звитяга  | Дімаров А. А. | Біль і гнів | 871      | 65 000  | —             |          |
| 3  | 1984 | Звитяга  | Дімаров А. А. | Події роману відомого українського радянського письменника відбуваються в суворі роки Великої Вітчизняної війни. Автор правдиво розповідає про всенародну боротьбу радянських людей проти гітлерівських загарбників, простежує долі багатьох персонажів, знайомих читачеві з роману «І будуть люди». |          |         |               |          |
| 4  | 1984 | Звитяга  | Стельмах М. П. | Дума про тебе | 390      | 150 000 | —             |          |
| 4  | 1984 | Звитяга  | Стельмах М. П. | У багатоплановому романі видатного українського письменника відображено події на Поділлі напередодні та в перші роки Великої Вітчизняної війни. |          |         |               |          |
| 5  | 1984 | Звитяга  | Тютюнник Г. М. | Вир | 534      | 115 000 | —             |          |
| 5  | 1984 | Звитяга  | Тютюнник Г. М. | В романі, відзначеному Державною премією УРСР ім. Т. Г. Шевченка, відомий український радянський письменник Григорій Тютюнник (1920—1961) з великою майстерністю змальовує епічну картину життя колгоспного села Троянівки в довоєнний час та в роки Великої Вітчизняної війни, знайомить з людьми нелегкої долі, що мужньо й смливо встали на смертельний двобій з фашизмом, захищаючи честь і незалежність своєї Батьківщини. |          |         |               |          |
| 6  | 1984 | Звитяга  | Баш Я. В. | На крутій дорозі | 620      | 65 000  | —             |          |
| 6  | 1984 | Звитяга  | Баш Я. В. | - Надія - На крутій дорозі - Професор Буйко |          |         |               |          |
| 6  | 1984 | Звитяга  | Баш Я. В. | У романах українського радянського письменника «Надія» і «На крутій дорозі» показана звитяжна праця колективу заводу «Запоріжсталь» у передвоєнні роки та в тилу після евакуації підприємства на Урал. «Професор Буйко» — повість про партизанського лікаря, Героя Радянського Союзу. |          |         |               |          |
| 7  | 1984 | Звитяга  | Шиян А. І. | Хуртовина | 950      | 65 000  | —             |          |
| 7  | 1984 | Звитяга  | Шиян А. І. | Герої громадянської війни Марко Крутояр, Сидір Гаркуша і Кіндрат Науменко організовують у колишньому монастирі комуну. Та монахи й куркулі не складають зброї. Гине від ворожої кулі Крутояр. Його місце в класовій боротьбі з ворогами революції займає син Іван. Чимало сторінок роману український радянський письменник присвячує Великій Вітчизняній війні — битві під Сталінградом, партизанському підпіллю. |          |         |               |          |
| 8  | 1984 | Звитяга  | Козаченко В. П. | Блискавка. Біла пляма | 494      | 115 000 | —             |          |
| 8  | 1984 | Звитяга  | Козаченко В. П. | Про безстрашні подвиги учасників молодіжної підпільної організації, розвідників-парашутистів, що діють на тимчасово окупованій гитлерівцями радянській землі, розповідається у творах відомого українського радянського письменника. |          |         |               |          |
| 9  | 1984 | Звитяга  | Гуріненко П. В. | Днів твоїх небагато | 447      | 65 000  | —             |          |
| 9  | 1984 | Звитяга  | Гуріненко П. В. | Роман українського радянського письменника відтворює драматичні події Великої Вітчизняної війни, зокрема підготовку до штурму однієї з укріплених ліній фашистської оборони на підступах до Берліна. В широкій художній панорамі яскраво зображено будні війни, фронтовий побут, запеклі бої, в яких радянські воїни проявляють виняткову мужність, самопожертву в ім'я перемоги над фашизмом. |          |         |               |          |
| 10 | 1984 | Звитяга  | Чаковський О. Б. | Перемога (Кн. 1-2) / Пер. з рос. М. Ткача | 566      | 65 000  | —             |          |
| 10 | 1984 | Звитяга  | Чаковський О. Б. | Твір відомого російського радянського письменника — це художній літопис боротьби Радянської країни за мир і міжнародну безпеку в Європі й усьому світі. Роман поєднує дві визначні історичні події: літо 1945 року, коли в Потсдамі розгорілася політична битва за забезпечення справедливого миру після закінчення Великої Вітчизняної війни, та літо 1975 року, коли в Хельсінкі керівники тридцяти трьох європейських держав, а також США й Канади підписали угоду про мир і співробітництво між народами. |          |         |               |          |
| 11 | 1985 | Звитяга  | Чаковський О. Б. | Перемога (Кн. 3) / Пер. з рос. М. М. Ткача | 430      | 65 000  | —             |          |
| 11 | 1985 | Звитяга  | Чаковський О. Б. | Третя книга роману «Перемога», як і дві попередні, присвячена подіям світового історичного значення — Хельсінкській нараді по забезпеченню міжнародної безпеки і віддаленій від неї в часі, але тісно пов'язаній по суті Потсдамській конференції, де в надзвичайно гострому протиборстві систем соціалізму й імперіалізму вирішувалися дуже важливі проблеми повоєнної перебудови світу. Читач знову зустрінеться з багатьма видатними державними діячами недавнього минулого і нашого сьогодення, а також з головними літературними героями роману. В третій книзі простежуються особисті долі радянського журналіста Михайла Воронова та його колеги за фахом американця Чарльза Брайта. |          |         |               |          |
| 12 | 1985 | Звитяга  | Загребельний П. А. | Європа 45 | 543      | 115 000 | —             |          |
| 12 | 1985 | Звитяга  | Загребельний П. А. | Час дії твору відомого українського радянського письменника, лауреата Державної премії СРСР, Державної премії УРСР імені Т. Г. Шевченка — завершальний період другої світової війни. Герої роману — люди різних країн світу, які об'єдналися в маленький партизанський загін, згуртовані непримиримою ненавистю до фашизму, свідомі глибокої ідеї спільності боротьби проти темних сил війни. |          |         |               |          |
| 13 | 1985 | Звитяга  | | Дорога під громами | 504      | 50 000  | —             |          |
| 13 | 1985 | Звитяга  | - Носов Є. І. Усвятські шоломоносці / Пер. з рос. Н. Л. Охмакевич - Биков В. В. Дожити до світанку / Пер. з білор. М. П. Цівини - Дімаров А. А. Постріли Уляни Кащук - Саркісян М. Д. Сержант Каро / Пер. з вірм. Л. М. Задорожної - Хакімов А. Х. Міст / Пер. з башк. О. Макаренко                    | |          |         |               |          |
| 13 | 1985 | Звитяга  | До книги входять повісті відомих радянських письменників про Велику Вітчизняну війну. В них розповідається про мужню боротьбу народу на фронті й у тилу на різних етапах війни — від перших її днів до Великої Перемоги, показано характер радянської людини — патріота, інтернаціоналіста, гуманіста. | |          |         |               |          |
| 14 | 1985 | Звитяга  | Алексєєв М. М. | Солдати / Пер. з рос. Д. М. Олександренка | 599      | 65 000  | —             |          |
| 14 | 1985 | Звитяга  | Алексєєв М. М. | Твір відомого російського радянського письменника, Героя Соціалістичної Праці, складається з двох книг — «Грізне літо» і «Шляхи-дороги», в яких розповідається про героїзм радянського народу у Великій Вітчизняній війні, про фронтові будні розвідників, мужність солдатів і командирів, їхню духовну красу. |          |         |               |          |
| 15 | 1986 | Звитяга  | Міняйло В. О. | Кров мого сина | 374      | 65 000  | —             |          |
| 15 | 1986 | Звитяга  | Міняйло В. О. | «Ніхто не забутий, ніщо не забуте» — такий лейтмотив роману про події Великої Вітчизняної війни. Відомий український радянський письменник розповідає про село Заріччя, знищене фашистами у 1942 році, про самовідданих патріотів-партизанів, мешканців навколишніх сіл, що стали до боротьби з ненависними окупантами. |          |         |               |          |
| 16 | 1986 | Звитяга  | Кондратьєв В. Л. | Сашко / Пер. з рос. В. Я. Бурбана | 390      | 65 000  | —             |          |
| 16 | 1986 | Звитяга  | Кондратьєв В. Л. | - Селіжаровський тракт - Сашко - Борискові шляхи-дороги - Відпустка через поранення |          |         |               |          |
| 16 | 1986 | Звитяга  | Кондратьєв В. Л. | В'ячеслав Кондратьєв — один із сучасних російських радянських письменників, які пишуть про війну особливо глибоко й проникливо, — друкується українською мовою вперше. Сувора, непригладжена манера його письма в поєднанні з ліричним світобаченням є новим словом у зображенні війни і людини на війні. Про одну з повістей, яка дала назву цій книжці, Костянтин Симонов сказав, що «це історія людини, яка опинилася на найважчому місці і при виконанні найважчого обов'язку — солдатського». Як фронтовик, що повною мірою спізнав всю повноту й відповідальність цього обов'язку, прозаїк розповідає про війну правдиво й мужньо, з глибокою вірою у просту радянську людину.        |          |         |               |          |
| 17 | 1987 | Доблесть | Дмитренко О. М. | Пам'ять Долини смерті | 429      |         | —             |          |
| 17 | 1987 | Доблесть | Дмитренко О. М. | |          |         |               |          |
| 18 | 1987 | Доблесть | Собко В. М. | Нагольний кряж | 355      | 30 000  | —             |          |
| 18 | 1987 | Доблесть | Собко В. М. | Роман відомого українського радянського письменника В. Собка (1912—1981) — хвилююча розповідь про нескорену шахтарську дивізію в роки Великої Вітчизняної війни. Його персонажі — мужні люди. які змінили свої відбійні молотки на багнети. В лютому поєдинку з ненависним ворогом колишні добувачі підземного чорного золота виявили найкращі риси людського характеру, а після перемоги над фашизмом знову стали до праці, прославляючи рідну Батьківщину. |          |         |               |          |
| 19 | 1987 | Доблесть | Тихий Н. М. | Рахунок за сонце | 252      | 30 000  | —             |          |
| 19 | 1987 | Доблесть | Тихий Н. М. | Сталася біда. Особисто тебе вона нібито проминула. Але ні, це і твій до кінця днів невідступний біль. По свіжих слідах недавній солдат записує у щоденнику, як все відбувалося, щоб назавжди закарбувати перипетії останнього бою батальйону, ́образи близьких людей … Роман українського радянського письменника розповідає про події кількох днів грізного літа 1942 року. |          |         |               |          |
| 20 | 1987 | Доблесть | Кудієвський К. Г. | Гіркі тумани Атлантики | 381      | 115 000 | —             | [ 1 ]    |
| 20 | 1987 | Доблесть | Кудієвський К. Г. | Однойменний роман відомого російського письменника розповідає про героїзм радянських моряків у роки Великої Вітчизняної війни. В центрі розповіді — трагична загибель конвою «PQ-17», який доставляв військові вантажі зі США до Радянського Союзу. |          |         |               | [ 1 ]    |
| 21 | 1988 | Доблесть | Мусієнко О. Г. | Багряна вежа | 525      | 65 000  | 5-308-00281-9 |          |
| 21 | 1988 | Доблесть | Мусієнко О. Г. | Багато славних сторінок вписали в героїчний літопис Великої Вітчизняної війни підпільники Києва. Та навіть зараз чимало їхніх подвигів залишається невідомими. Про чи не найграндіознішу бойову операцію, звершену на берегах Дніпра влітку 1943 року, про викриття злочинного гітлерівського плану «Гегевальд» і про високу звитягу народних месників, що виростали в легендарних героїв, з документальною точністю розповідає в романі український радянський письменник. |          |         |               |          |
| 22 | 1988 | Доблесть | Голованівський С. О. | Тополя на тому березі | 810      | 15 000  | 5-308-00009-3 |          |
| 22 | 1988 | Доблесть | Голованівський С. О. | Роман присвячено подіям Великої Вітчизняної війни. Дія першої книги — «Шлях над безоднею» — відбувається у 1943 році, коли радянські війська рятували греблю Дніпрельстану від знищення її фашистами. У другій книзі — «Корсунь» — автор змальовує героїв Дніпрогесу під час однієї з найбільших битв другої світової війни — Корсунь-Шевченківської операції. |          |         |               |          |
| 23 | 1989 | Доблесть | Дарда В. Ф. | Повернення з пекла | 230      | 65 000  | 5-308-00280-0 |          |
| 23 | 1989 | Доблесть | Дарда В. Ф. | Повість українського радянського письменника — хвилююча розповідь про страхіття Бабиного яру, табору смерті в Києві, про мужність радянських підпільників у роки Великої Вітчизняної війни. |          |         |               |          |

### Веселка(Київ)
| №  | Рік  | Підсерія | Автори                        | Заголовок | Сторінок | Наклад  | ISBN          | Примітки |
| -- | ---- | -------- | ----------------------------- | --- | -------- | ------- | ------------- | -------- |
| 1  | 1984 | Звитяга  | Бедзик Ю. Д.                  | Сильний помсти не жадає | 263      |         | —             |          |
| 1  | 1984 | Звитяга  | Бедзик Ю. Д.                  | |          |         |               |          |
| 2  | 1984 | Звитяга  | Автомонов П. Ф.               | Генерал Шаблій / Перевид.; іл. Є. Котляра | 367      | 50 000  | —             |          |
| 2  | 1984 | Звитяга  | Автомонов П. Ф.               | Роман українського радянського письменника про радянських парашутистів, про сміливі і рішучі дії партизанських з'єднань, — про той справжній другий фронт, який відкрили радянські патріоти з перших днів окупації в тилу гітлерівських загарбників. |          |         |               |          |
| 3  | 1984 | Звитяга  | Збанацький Ю. О.              | Таємниця Соколиного бору / Іл. А. І. Рєзниченка | 319      |         | —             | [a]      |
| 3  | 1984 | Звитяга  | Збанацький Ю. О.              | Повість українського радянського письменника, лауреата Державної премії УРСР ім. Т. Г. Шевченка, Республіканської літературної премії ім. Лесі Українки та Республіканської комсомольської премії ім. М. Островського про хлопчиків Тимка, Василька, Мишка, які знайшли своє місце в боротьбі радянського народу проти фашистських загарбників. |          |         |               | [a]      |
| 4  | 1986 | Звитяга  | Земляк В. С.                  | Підполковник Шиманський / Худож. Д. П. Присяжнюк | 311      | 100 000 | —             |          |
| 4  | 1986 | Звитяга  | Земляк В. С.                  | До книги ввійшли повісті «Гнівний Стратіон» та «Підполковник Шиманський». Обидва твори відомого українського радянського письменника присвячені героїчній боротьбі радянського народу проти фашистських загарбників. |          |         |               |          |
| 5  | 1986 | Доблесть | Канюка М. С.                  | Опівнічні стежки. Місто гасить вогні / Худож. А. І. Нечипоренко | 336      | 100 000 | —             |          |
| 5  | 1986 | Доблесть | Канюка М. С.                  | У романі «Опівнічні стежки» українського радянського письменника розповідається про роботу чекістів, що знешкодили шпигунський закордонний центр, агентами якого були українські буржуазні націоналісти. Повість «Місто гасить вогні» — про київське підпілля в роки Великої Вітчизняної війни. |          |         |               |          |
| 6  | 1987 | Доблесть | Сєверов П. Ф.                 | Повість про Рубена / Худож. В. Шляпін | 294      | 100 000 | —             |          |
| 6  | 1987 | Доблесть | Сєверов П. Ф.                 | Повість російського радянського письменника, учасника Великої Вітчизняної війни про яскраве та коротке життя Рубена Ібаррурі. Син іспанських комуністів, Рубен став Героєм Радянського Союзу, віддавши своє життя за перемогу над фашизмом. |          |         |               |          |
| 7  | 1987 | Доблесть | Цмокаленко Д. Г.              | Суворе повноліття / Худож. Ю. І. Золотов | 183      | 100 000 | —             |          |
| 7  | 1987 | Доблесть | Цмокаленко Д. Г.              | Книжка українського радянського письменника — це схвильована розповідь про тих, в чиє дитинство страшним спустошливим вихором увірвалась війна. Герої повісті — підлітки х полтавського села — мужньо проходять дорогами випробувань. Куди б не закинув їх вихор війни, вони прагнуть одного — вистояти в жорстокій боротьбі й перемогти. |          |         |               |          |
| 8  | 1988 | Доблесть | Авраменко О. І., Тендюк Л. М. | Гінці з неволі. Відгомін чорного лісу / 3-є вид. | 335      | 50 000  | 5-301-00155-8 |          |
| 8  | 1988 | Доблесть | Авраменко О. І., Тендюк Л. М. | - Авраменко О. І. Гінці з неволі - Тендюк Л. М. Відгомін чорного лісу |          |         |               |          |
| 8  | 1988 | Доблесть | Авраменко О. І., Тендюк Л. М. | До книги вміщено дві повісті про юних героїв Великої Вітчизняної війни: розвідників з Миколаївщини Шуру Кобера та Вітю Хоменка та підпільників кіровоградської молодіжної групи. |          |         |               |          |
| 9  | 1989 | Звитяга  | Гончар О. Т.                  | Модри Камень | 308      | 150 000 | 5-301-00289-9 |          |
| 9  | 1989 | Звитяга  | Гончар О. Т.                  | - Повісті: Земля гуде · Сповідь про океан - Оповідання: Модри Камень · Весна за Моравою · Усман та Марта · Ілонка · Гори співають · Ода тій хаті, що в снігах · Плацдарм · Геній в обмотках |          |         |               |          |
| 9  | 1989 | Звитяга  | Гончар О. Т.                  | До книжки відомого українського радянського письменника, Героя Соціалістичної Праці, лауреата Ленінської та Державної премій СРСР та УРСР ім. Т. Г. Шевченка вміщено оповідання про духовну красу радянських воїнів-визволителів, про вірність Батьківщині, а також дві повісті. «Земля гуде» присвячена героям полтавського підпілля, мужній комсомолці Лялі Убийвовк, повість «Спогад про океан» пройнята тривогою нашого сучасника за долю майбутнього світу. |          |         |               |          |
| 10 | 1989 | Доблесть | Багмут І. А.                  | Щасливий день суворовця Криничного | 254      |         | 5-301-00446-8 |          |
| 10 | 1989 | Доблесть | Багмут І. А.                  | |          |         |               |          |

a  1985 року книга була перевидана у межах серії накладом 150 000 прим.

### Таврія(Сімферополь)
| № | Рік  | Підсерія | Автори              | Заголовок | Сторінок | Наклад | ISBN          | Примітки |
| - | ---- | -------- | ------------------- | --- | -------- | ------ | ------------- | -------- |
| 1 | 1984 | Доблесть | Адамович А. М.      | Хатинська повість | 192      | 50 000 | —             |          |
| 1 | 1984 | Доблесть | Адамович А. М.      | «Хатинська повість» присвячена партизанському руху проти німецько-фашистських загарбників у Білорусі. Її герой — колишній партизан Фльора, який прийшов до загону сімнадцятирічним хлопчиною, — згадує події війни, що минула. |          |        |               |          |
| 2 | 1985 | Доблесть | Славич С. К.        | Післямова до подвигу. Бандероль із Сєверодвінська. Три ялтинских зими | 368      |        | —             |          |
| 2 | 1985 | Доблесть | Славич С. К.        | |          |        |               |          |
| 3 | 1985 | Доблесть | Славін Н. А.        | Молодших за нас не було (рос. Моложе нас не было) | 336      | 15 000 | —             |          |
| 3 | 1985 | Доблесть | Славін Н. А.        | - Ми — розвідники - Сестра |          |        |               |          |
| 3 | 1985 | Доблесть | Славін Н. А.        | Книга, до якої входять такі, що публікувались раніше, повісті «Ми — розвідники» та «Сестра» — найзначніші твори автора, ветерана Великої Вітчизняної війни. У повісті «Сестра» прослідковується доля дівчини, яка в роки війни стає медичною сестрою. Перед нами людина цільна, глибока, відкидаюча компроміси, наділена даром думати спочатку про інших, а потім про себе. Повість-спогад «Ми — розвідники» написана на документальній основі. Головний герой — оповідач — потрапляє на фронті у найскладніші ситуації. Завершується повість розділом «Молодших за нас не було», який дав назву усій книзі. |          |        |               |          |
| 4 | 1986 | Доблесть | Джигурда О. П.      | Теплохід «Кахетія» | 224      | 30 000 | —             |          |
| 4 | 1986 | Доблесть | Джигурда О. П.      | - Теплохід «Кахетія» - Підземний шпиталь |          |        |               |          |
| 4 | 1986 | Доблесть | Джигурда О. П.      | «Теплохід „Кахетія“», «Підземний шпиталь» — це нотатки військово-морського лікаря, що розповідають про героїчну працю медичного персоналу Радянської Армії і Флоту в роки Великої Вітчизняної війни. Їх автор О. П. Джигурда брала участь в обороні Миколаєва, Кавказу, Севастополя, її безпосередні враження, викладені в захоплюючій художній формі, і лягли в основу книги. |          |        |               |          |
| 5 | 1987 | Доблесть | Первомайський Л. С. | Дикий мед / Пер. з укр. Л. С. Первомайського, А. Г. Громової; післям. Р. Горюнова | 480      | 50 000 | —             |          |
| 5 | 1987 | Доблесть | Первомайський Л. С. | РОман відомого українського радянського письменника про подвиг радянського народу у Великій Вітчизняній війні. Основні події розгортаються під час великої битви на Курській дузі у липні 1943 р. Автор з однаковою увагою вдивляється у солдатів та в генералів, у селян з прифронтової смуги. У інизі ведеться мова про людей, які пройшли крізь тяжки випробування та встояли. |          |        |               |          |
| 6 | 1988 | Доблесть | Ніканоркін А. Г.    | Сорок днів, сорок ночей / 4-е вид., доп.; передм. В. Бикова | 208      | 50 000 | 5-7780-0013-8 |          |
| 6 | 1988 | Доблесть | Ніканоркін А. Г.    | Художня-документальна повість про Ельтигенський десант — одну з яскравих сторінок в історії Великої Вітчизняної війни. Автор, учасник описуваних подій, створив запам'ятовувані образи мужніх людей, які протягом сорока днів і ночей захищали невеликий клаптик землі у захопленому фашистами Криму. |          |        |               |          |
| 7 | 1989 | Доблесть | Дубровський В. Г.   | На фарватерах Севастополя / 4-е вид.; післям. А. І. Мілявського | 224      | 15 000 | 5-7780-0068-5 |          |
| 7 | 1989 | Доблесть | Дубровський В. Г.   | Протягом 250-денної історичної оборони Севастополя у 1941—1942 рр. морський шлях до міста не був закритий жодного дня. Це дало змогу радянським військам успішно боротися з чисельно переважаючим супротивником … Про те, як вирішувались ці завдання, про відвагу та мужність чорноморців розповідає Володимир Дубровський — професійний письменник, автор книг «Наше море», «Морські оповідання», «Курс веде до небезпеки». |          |        |               |          |
| 8 | 1990 | Доблесть | Мілявський А. І.    | Літаки летять на захід | 288      | 20 000 | 5-7780-0179-7 |          |
| 8 | 1990 | Доблесть | Мілявський А. І.    | Книга кримського письменника включає дві повісті. Перша — «Літаки летять на захід» — присвячена бойовим будням льотчиків, повітряних стрілків, механиків гвардійського штурмового авіаційного полку на важкому шляху від білоруських большаків до Берліну. В повісті «Лісовий доктор» розповідається про трагічну долю лікаря Юрія Смородського, який не кинув поранених під час карального «прочісування», про його бойових товаришів, про історію полоненого офіцера. |          |        |               |          |

### Радянський письменник(Київ)
| № | Рік  | Підсерія | Автори             | Заголовок | Сторінок | Наклад  | ISBN | Примітки |
| - | ---- | -------- | ------------------ | --- | -------- | ------- | ---- | -------- |
| 1 | 1984 | Звитяга  | Логвиненко В. А.   | Створи | 365      | 65 000  | —    |          |
| 1 | 1984 | Звитяга  | Логвиненко В. А.   | - Створи (роман) - Повісті: - Грумант - Ультиматум - Ужиток - Максим Межа |          |         |      |          |
| 1 | 1984 | Звитяга  | Логвиненко В. А.   | Невигойним болем відкритої рани, руїнами нечуваної бурі, що пронеслася над рідним селом, залишилася у пам'яті зарічан Велика Вітчизняна війна — така магістральна ідея роману «Створи», найбільшого твору книги відомого українського письменника. Багато кого не побачили вони після смертельної битви, надто ж тих, хто зустрів перші фашистські бомби за шкільною партою, брав участь з лютим ворогом у спартаківському підпіллі, керованому вчителем історії Нестором Димо. Тему подвигу персонажів роману автор продовжує у повістях «Грумант», «Ультиматум» та інших, де героїка воєнних літ поєднується з героїкою трудових буднів наших сучасників. |          |         |      |          |
| 2 | 1984 | Звитяга  | Бакуменко Д. О.    | Живих кличу | 374      | 65 000  | —    |          |
| 2 | 1984 | Звитяга  | Бакуменко Д. О.    | Роман-хроніка українського радянського письменника Данила Бакуменка охоплює великий проміжок часу — від Жовтневої революції до наших років. Гвардії полковник у відставці Максим Деркач розповідає про події, про долі людей просто, як у родинному колі. Через близькі стосунки Деркачів і Шляхових, через гострі конфлікти і примирення показано, як і чому перемагає світле, людське. Багато сказано в книзі про героїчну боротьбу радянського народу проти німецько-фашистських загарбників. |          |         |      |          |
| 3 | 1984 | Звитяга  | Малиновський Б. М. | Шлях солдата | 192      | 65 000  | —    |          |
| 3 | 1984 | Звитяга  | Малиновський Б. М. | Це повість колишнього фронтовика-артилериста, нині члена-кореспондента АН УРСР, який працює в Інституті кібернетики імені В. М. Глушкова АН УРСР, пройшов важкі фронтові шляхи, пізнав гіркоту тяжких відступів на початку великої битви з фашизмом та радість перемоги. Війна вдень і вночі, взимку та влітку, життя у землянці, в лісу та в болоті, тяжкі бої та походи, страждання та короткі хвилини радості фронтовика — все є у цій простій, але щирій солдатській сповіді. |          |         |      |          |
| 4 | 1985 | Звитяга  | Автомонов П. Ф.    | На західному напрямку | 430      | 115 000 | —    |          |
| 4 | 1985 | Звитяга  | Автомонов П. Ф.    | Роман «На західному напрямку» відомого українського письменника є заключної книгою трилогії, в якій розповідається про долю прикордонників однієї із застав, їх участь в історичній битві за Дніпро і Київ восени 1943 року та вихід радянських військ на державний кордон СРСР у березні 1944 року. |          |         |      |          |
| 5 | 1985 | Доблесть | Терещенко Г. М.    | Медсанбат | 262      | 65 000  | —    | [ 2 ]    |
| 5 | 1985 | Доблесть | Терещенко Г. М.    | Новий роман російського радянського письменника, який живе на Україні, — про події Великої Вітчизняної війни, про самовіддану, часто пов'язану із смертельним ризиком працю наших лікарів, медсестер, санітарок, які рятували життя та повертали до строю радянських воїнів; про моральну стійкість та силу духу наших людей у суворі роки війни. |          |         |      | [ 2 ]    |
| 6 | 1985 | Доблесть | Кондратенко В. А.  | Хлопчики «Грому» | 174      |         | —    |          |
| 6 | 1985 | Доблесть | Кондратенко В. А.  | |          |         |      |          |
| 7 | 1986 | Доблесть | Ковальчук О. В.    | Залог | 175      | 115 000 | —    | [ 3 ]    |
| 7 | 1986 | Доблесть | Ковальчук О. В.    | Гітлерівські спецрозвідшколи ретельно готували знавців наших реактивних мінометів. Лазутчики ворога не один раз намагались розкрити секрет цієї грізної зброї. Але таємниця легендарної руської «катюші» так і залишилась таємницею. Повість російського радянського письменника присвячена ратному подвигу славетних воїнів нашої армії у роки Великої Вітчизняної війни. |          |         |      | [ 3 ]    |

### Каменяр(Львів)
| № | Рік  | Підсерія | Автори            | Заголовок | Сторінок | Наклад | ISBN          | Примітки |
| - | ---- | -------- | ----------------- | --- | -------- | ------ | ------------- | -------- |
| 1 | 1984 | Звитяга  | Василевська В. Л. | Райдуга. Просто любов / Авториз. пер. з пол. М. А. Пригари | 280      | 65 000 | —             |          |
| 1 | 1984 | Звитяга  | Василевська В. Л. | До книги ввійшли дві повісті відомої радянської письменниці, лауреата Державних премій СРСР — «Райдуга» (1942) і «Просто любов» (1944), в яких розповідається про безприкладний героїзм радянських людей, про їх незламність і відвагу в роки Великої Вітчизняної війни.                      |          |        |               |          |
| 2 | 1985 | Звитяга  | Далекий М. О.     | Не відкриваючи обличчя. Ромашка | 368      | 30 000 | —             |          |
| 2 | 1985 | Звитяга  | Далекий М. О.     | У повістях відомого радянського письменника, які ввійшли до книги, розповідається про дії радянських розвідників в тилу ворога у роки Великої Вітчизняної війни. |          |        |               |          |
| 3 | 1986 | Звитяга  | Гребенюк І. Ф.    | Повітряний міст | 175      | 15 000 | —             |          |
| 3 | 1986 | Звитяга  | Гребенюк І. Ф.    | Пригодницький роман українського радянського письменника про мужність і відвагу радянських людей у роки Великої Вітчизняної війни. Автор показує джерела інтернаціональної дружби радянських воїнів, їх непохитну віру в перемогу.                                                            |          |        |               |          |
| 4 | 1988 | Доблесть | Петльований В. І. | Сирена з мечем | 592      | 15 000 | 5-7745-0114-0 |          |
| 4 | 1988 | Доблесть | Петльований В. І. | Роман українського радянського письменника присвячений спільній боротьбі радянського і польського народів проти німецько-фашистських загарбників. У книзі показано як зароджувалось і міцніло в боях братерство по зброї Червоної Армії і Війська Польського, як створювалася народна Польща. |          |        |               |          |
| 5 | 1990 | Доблесть | Мацевич А. Ф.     | Грозове світання | 240      | 10 000 | 5-7745-0186-8 |          |
| 5 | 1990 | Доблесть | Мацевич А. Ф.     | У центрі роману українського радянського письменника — доля сім'ї, яка активно включилася в боротьбу радянського народу проти гітлерівських загарбників. |          |        |               |          |

### Прапор (Харків)
| № | Рік  | Підсерія | Автори             | Заголовок | Сторінок | Наклад | ISBN          | Примітки |
| - | ---- | -------- | ------------------ | --- | -------- | ------ | ------------- | -------- |
| 1 | 1983 | Доблесть | Петров В. М.       | Операція «Рум'янцев» | 358      | 30 000 | —             |          |
| 1 | 1983 | Доблесть | Петров В. М.       | - Операція «Рум'янцев» - Проти «зброї-фау» |          |        |               |          |
| 1 | 1983 | Доблесть | Петров В. М.       | У новій книзі лауреата літературної премії імені А. Фадєєва Володимира Петрова продовжуються долі героїв його роману «Черемша». Вірні братерській дружбі солдати-сибиряки беруть участь у боях зі звільнення Харкова у серпні 1943 року («Операція „Рум'янцев“»). Переможний шлях на захід приводить їх влітку 1944 року до польського Прикарпаття, де фашисти обладнали секретний полігон з випробування балістичних ракет («Проти „зброї-фау“»). Беззавітна любов до Батьківщини, вірність інтернаціональному обов'язку окрилює радянських воїнів у боротьбі з ненависним ворогом. |          |        |               |          |
| 2 | 1983 | Доблесть | Петров В. М.       | Альпійська фортеця | 313      |        | —             |          |
| 2 | 1983 | Доблесть | Петров В. М.       | |          |        |               |          |
| 3 | 1988 | Доблесть | Бондарев Ю. В.     | Гарячий сніг (рос. Горячий снег) | 348      | 60 000 | 5-7766-0016-2 | [ 4 ]    |
| 3 | 1988 | Доблесть | Бондарев Ю. В.     | Роман «Гарячий сніг» присвячений одній з героїчних сторінок Великої Вітчизняної війни — битві під Сталінградом, він — одне з найвищих досягнень радянської баталістики. |          |        |               | [ 4 ]    |
| 4 | 1989 | Звитяга  | Загребельний П. А. | Європа 45 | 525      | 50 000 | 5-7766-0072-3 |          |
| 4 | 1989 | Звитяга  | Загребельний П. А. | Час дії роману відомого українського письменника, лауреата Державної премії УРСР імені Т. Г. Шевченка — заключний етап другої світової війни. Герої твору — люди різних країн світу, об'єдналися в невеликий партизанський загін, який самовіддано бореться проти фашизму. |          |        |               |          |
| 5 | 1990 | Доблесть | Васильєв Б. Л.     | У списках не значився (рос. В списках не значился) | 205      | 50 000 | 5-7766-0152-5 |          |
| 5 | 1990 | Доблесть | Васильєв Б. Л.     | Роман про Велику вітчизняну війну, про героїчний захист Брестської фортеці. У центрі оповіді — лейтенант Микола Плужников, який напередодні війни прибув до Брестської фортеці після закінчення училища. Так і не занесений до списків особового складу, він першого ж дня приймає бойове хрещення. Смертельну сутичку з ворогом він буде нести багато днів та ночей — навіть коли залишиться єдиним захисником фортеці. |          |        |               |          |

### Донбас(Донецьк)
| № | Рік  | Підсерія | Автори         | Заголовок | Сторінок | Наклад  | ISBN | Примітки |
| - | ---- | -------- | -------------- | --- | -------- | ------- | ---- | -------- |
| 1 | 1984 | Доблесть | Бугорков С. С. | Солдатки | 248      |         | —    |          |
| 1 | 1984 | Доблесть | Бугорков С. С. | |          |         |      |          |
| 2 | 1985 | Доблесть | Фадєєв О. О.   | Молода гвардія / Післям. В. М. Інбер | 608      | 215 000 | —    | [b]      |
| 2 | 1985 | Доблесть | Фадєєв О. О.   | Роман про подвиги краснодонських підпільників в роки Великої Вітчизняної війни. |          |         |      | [b]      |
| 3 | 1986 | Доблесть | Чебалін П. Л.  | Ще йшла війна / 2-е вид. | 255      | 50 000  | —    |          |
| 3 | 1986 | Доблесть | Чебалін П. Л.  | Роман розповідає про складні роки відновлення зруйнованого війною донецького краю, про духовне оновлення, відродження самих людей, яким довелось жити під фашистським ігом, про їх нелегку, повну драматизма долю, про молодих шахтарів-новаторів. |          |         |      |          |
| 4 | 1987 | Доблесть | Горбатов Б. Л. | Нескорені | 184      |         | —    |          |
| 4 | 1987 | Доблесть | Горбатов Б. Л. | |          |         |      |          |

b  Книга була двічі — 1986 та 1987 року — перевидана у межах серії.

### Молодь(Київ)
| № | Рік  | Підсерія | Автори         | Заголовок | Сторінок | Наклад  | ISBN          | Примітки |
| - | ---- | -------- | -------------- | --- | -------- | ------- | ------------- | -------- |
| 1 | 1985 | Звитяга  | Куштенко І. Ф. | Вогненний мис. Фарватер | 184      | 30 000  | —             |          |
| 1 | 1985 | Звитяга  | Куштенко І. Ф. | До книги увійшли дві повісті про моряків Військово-Морського Флоту часів війни і післявоєнного періоду, про міцну морську дружбу, глибокі моральні якості і високий патріотизм. |          |         |               |          |
| 2 | 1985 | Звитяга  | Олійник М. Я.  | Кров за кров | 184      | 30 000  | —             |          |
| 2 | 1985 | Звитяга  | Олійник М. Я.  | У романі відомого українського радянського письменника зображені драматичні події в одній з областей Західної України в роки Великої Вітчизняної війни, показані мужність і героїзм радянських патріотів в боротьбі з фашистськими окупантами та їх посібниками. |          |         |               |          |
| 3 | 1987 | Звитяга  | Карпов В. В.   | Полководець / Пер. з рос. О. М. Новицького | 688      | 30 000  | —             |          |
| 3 | 1987 | Звитяга  | Карпов В. В.   | Книга відомого радянського письменника Володимира Карпова розповідає про видатного радянського полководця, генерала армії Івана Юхимовича Петрова, керівника оборони Одеси і Севастополя, командуючого військами, що звільняли Кавказ. І. Ю. Петров завершив свій бойовий шлях у боях за Прагу і Берлін. |          |         |               |          |
| 4 | 1988 | Звитяга  | Бондарев Ю. В. | Берег / Авториз. пер. з рос. Н. П. Орлової | 336      | 115 000 | 5-7720-0006-3 |          |
| 4 | 1988 | Звитяга  | Бондарев Ю. В. | Роман Героя Соціалістичної Праці, лауреата Ленінської та Державних премій Юрія Бондарева «Берег» присвячений нашим сучасникам, людям, молодість яких обпалена війною. Герої Ю. Бондарева пройшли не тільки суворі дороги війни, пронісши велику віру в торжество наших ідеалів, любов до Вітчизни, чистоту своєї душі, вони стали й активними будввниками мирного життя, сучасного і майбутнього. Це люди складних характерів, які напружено шукають свого життєвого берега. |          |         |               |          |

### Промінь (Дніпропетровськ)
| № | Рік  | Підсерія | Автори                               | Заголовок | Сторінок | Наклад  | ISBN          | Примітки |
| - | ---- | -------- | ------------------------------------ | --- | -------- | ------- | ------------- | -------- |
| 1 | 1985 | Доблесть | Полевой Б. М.                        | Повість про справжню людину | 288      | 50 000  | —             |          |
| 1 | 1985 | Доблесть | Полевой Б. М.                        | Широковідома повість російського радянського письменника, в основу якої покладена реальна історія про мужність та героїчну долю льотчика Олексія Маресьєва. Залишившись без обох ніг, він знайшов у собі сили повернутись у стрій — до штурвалу бойового літака. У своїй книзі автор з глибоким психологізмом розкрив сутність радянського характера. |          |         |               |          |
| 2 | 1986 | Доблесть | Шолохов М. О.                        | Вони воювали за Батьківщину. Доля людини | 239      | 100 000 | —             |          |
| 2 | 1986 | Доблесть | Шолохов М. О.                        | - Вони воювали за Батьківщину (глави з роману) - Доля людини |          |         |               |          |
| 2 | 1986 | Доблесть | Шолохов М. О.                        | Глави з роману з великою виразною силою змальовують люті бої та короткі солдатські перепочинки у перші місяці Великої Вітчизняної війни. У творі відтворений єдиний, цільний образ воюючого радянського народу, який піднявся на розгром гітлерівських полчищ. До книги увійшло також широко відоме оповідання письменника «Доля людини».             |          |         |               |          |
| 3 | 1987 | Доблесть | Биков В. В.                          | Повісті (рос. Повести) | 455      | 100 000 | —             | [ 6 ]    |
| 3 | 1987 | Доблесть | Биков В. В.                          | - Повісті: - Обеліск (рос. Обелиск) / Пер. з білор. Г. Куреньової - Третя ракета (рос. Третья ракета) / Пер. з білор. М. В. Горбачова - Альпійська балада (рос. Альпийская баллада) / Пер. з білор. М. В. Горбачова - Сотников (рос. Сотников) / Пер. з білор. В. В. Бикова - Дзвони Хатині (рос. Колокола Хатыни) (есе) / Пер з білор. В. В. Бикова  |          |         |               | [ 6 ]    |
| 3 | 1987 | Доблесть | Биков В. В.                          | Книгу складають широков відомі повісті: «Сотников», «Обеліск», «Альпійська балада», «Третя ракета», присвячені гострим драматичним ситуаціям фронтових будніву роки Великої Вітчизняної війни, моментам найбільшої фізичної та моральної напруги командирів та солдат, які виконували свій військовий та синівський обов'язок перед Батьківщиною.     |          |         |               | [ 6 ]    |
| 4 | 1988 | Доблесть | Вишнивецький Т. Ф., Сікорський Я. П. | Тридцята застава / Післям. Ф. Д. Залати (рос. Тридцатая застава) | 318      | 100 000 | 5-7775-0005-6 | [ 7 ]    |
| 4 | 1988 | Доблесть | Вишнивецький Т. Ф., Сікорський Я. П. | Повість розповідає про боротьбу радянських воїнів-прикордонників з гітлерівською агентурою, їх бойових діях у роки Великої Вітчизняної війни. Твір створений на фактичному матеріалі. Один з його авторів — Т. Вішнивецький — був учасником подій, описаних у книзі.                                                                                  |          |         |               | [ 7 ]    |
| 5 | 1989 | Доблесть | Гончар О. Т.                         | Людина і зброя / Післям. О. Т. Гончара | 310      | 50 000  | 5-7775-0094-3 |          |
| 5 | 1989 | Доблесть | Гончар О. Т.                         | Роман видатного українського радянського письменника про важкі випробування, що випали на долю молодого покоління 40-х років, про формування характерів, гуманізм радянських воїнів-визволителів. |          |         |               |          |

### Маяк(Одеса)
| № | Рік  | Підсерія | Автори           | Заголовок | Сторінок | Наклад | ISBN          | Примітки |
| - | ---- | -------- | ---------------- | --- | -------- | ------ | ------------- | -------- |
| 1 | 1983 | Доблесть | Карєв Г. А.      | Палаючий берег (рос. Пылающий берег) | 406      | 65 000 | —             |          |
| 1 | 1983 | Доблесть | Карєв Г. А.      | Роман російського радянського письменника присвячений героїчній обороні Одеси у 1941 році, безсмертному подвигу морської піхоти, яка безстрашно боролася на найнебезпечніших ділянках обложеного міста.                 |          |        |               |          |
| 2 | 1985 | Доблесть | Сікорський Я. П. | Сувора пам'ять (рос. Суровая память) | 182      | 30 000 | —             |          |
| 2 | 1985 | Доблесть | Сікорський Я. П. | На сторінках героїчної повісті розповідається про долі героїв Великої Вітчизняної війни. В центрі оповіді — комуністи, комсомольці, які надихали бійців на ратні подвиги.                                               |          |        |               |          |
| 3 | 1986 | Доблесть | Зорич А. А.      | І знову розквітне бузок (рос. И снова зацветет сирень) | 368      | 65 000 | —             |          |
| 3 | 1986 | Доблесть | Зорич А. А.      | У романі російської радянської письменниці оповідається про боротьбу радянських людей з гітлерівськими загарбниками на фронті та у ворожому тилу, про зв'язки радянських патріотів з німецьким комуністичним підпіллям. |          |        |               |          |
| 4 | 1988 | Доблесть | Медведєв Д. М.   | На берегах Південного Бугу (рос. На берегах Южного Буга) / Післям. В. М. Нем'ятого | 392      |        | 5-7760-0081-5 |          |
| 4 | 1988 | Доблесть | Медведєв Д. М.   | У повісті Героя Радянського Союзу розповідається про боротьбу підпільників та партизан Вінниччини проти німецько-фашистських загарбників у роки Великої Вітчизняної війни.                                              |          |        |               |          |

### Карпати(Ужгород)
| № | Рік  | Підсерія | Автори       | Заголовок | Сторінок | Наклад | ISBN | Примітки |
| - | ---- | -------- | ------------ | --- | -------- | ------ | ---- | -------- |
| 1 | 1984 | Звитяга  | Івасюк М. Г. | Пташка піднебесна | 176      | 30 000 | —    |          |
| 1 | 1984 | Звитяга  | Івасюк М. Г. | Новий твір українського радянського прозаїка присвячений темі Великої Вітчизняної війни. Автор зображує гуманізм радянських людей, самовіддану працю у глибокому тилу медпрацівників, їх високу моральність. |          |        |      |          |
| 2 | 1985 | Звитяга  | Бойко Б. М.  | Дорога додому | 200      | 30 000 | —    |          |
| 2 | 1985 | Звитяга  | Бойко Б. М.  | У новому романі сучасного українського прозаїка із Прикарпаття простежуються долі героїв уже відомого читачеві його твору «Липовий цвіт сорок першого…» (Ужгород: Карпати, 1978). У романі «Дорога додому» йдеться про окупацію Прикарпаття німецько-фашистськими загарбниками. Основне місце подій — прикарпатське село Скоморохи. |          |        |      |          |